# Srednjoeuropsko prvenstvo u australskom nogometu
Srednjoeuropsko prvenstvo u australskom nogometu je međunarodno reprezentativno natjecanje u australskom nogometu.
Prvenstva su se održavala svake godine počevši od 2003. (uz stanku 2005.), no zbog financijskih razloga nakon prvenstva 2008. uslijedila je višegodišnja stanka.
Iako nosi naziv "srednjoeuropsko", u prvenstvima su sudjelovale države iz raznih dijelova Europe.

## Rezultati natjecanja
| Godina | Domaćin    | Prvaci     | Doprvaci   | Brončani | 4. mjesto | 5. mjesto |
| ------ | ---------- | ---------- | ---------- | -------- | --------- | --------- |
| 2008.  | Zagreb     | Hrvatska   | Češka      | Austrija |           |           |
| 2007.  | Beč        | Finska     | Austrija   | Hrvatska | Češka     |           |
| 2006.  | Prag       | Finska     | Hrvatska   | Češka    | Francuska | Austrija  |
| 2005.  |            | -          | -          | -        | -         | -         |
| 2004.  | Düsseldorf | Belgija    | Španjolska | Njemačka | Austrija  | Francuska |
| 2003.  | Madrid     | Španjolska | Njemačka   | Engleska |           |           |